# Podstávkový dům

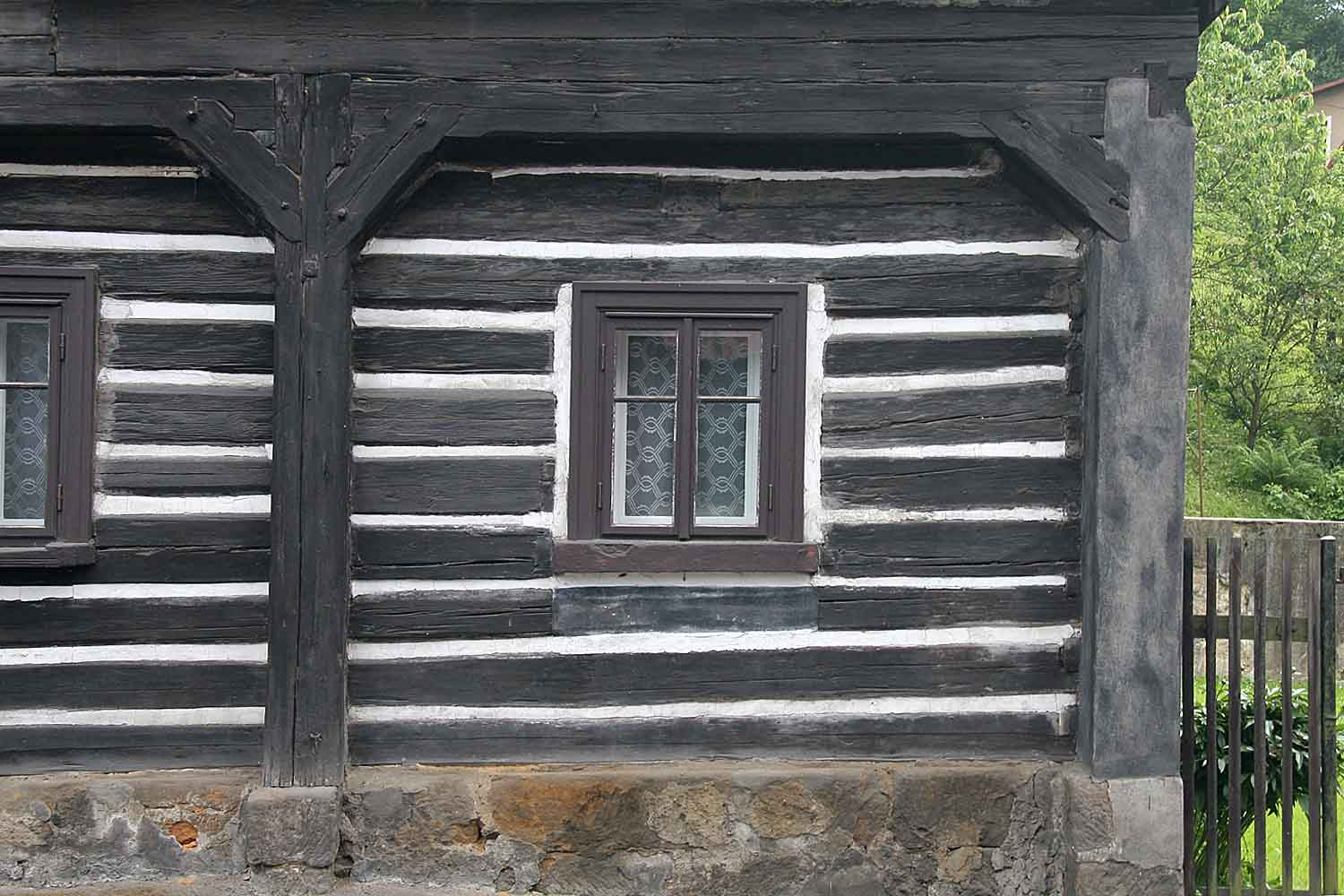
Podstávka (dům s roubeným přízemím)

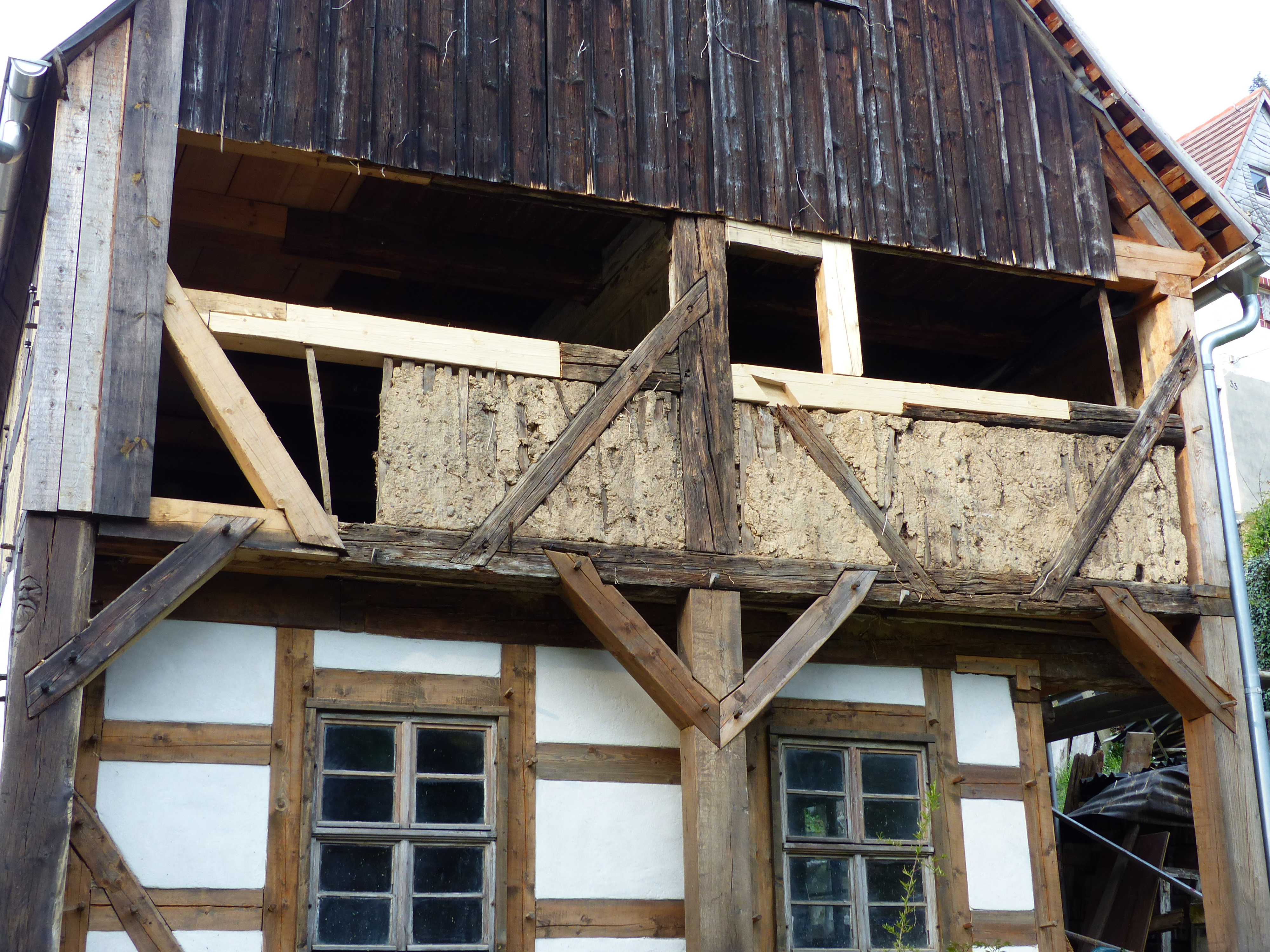
Detail konstrukce hrázděného podstávkového domu (Königstein, Sasko)

Podstávkový dům je typ venkovského domu, kde před zpravidla roubené přízemí předstupuje samostatná předložená konstrukce – podstávka (dříve též obvaz), která vynáší staticky odděleně patro nebo střechu. Skládá se ze svislých sloupků (sloupů) resp. stojen, šikmých pásků nebo záporek (zápor) a vodorovných rozpěr nebo ližin resp. prahů. V podstatě jde o systém pilířků a kladí se zavětrováním. Podstávka je často tvarována do oblouku. Systém vznikl v reakci na rozjíždění roubení, které hůře odolává svislému tlaku konstrukcí nad ním.

## Oblast výskytu
Vyskytuje se u dřevěných tradičních stavení zejména na německo-česko-polském pomezí. Hornolužický typ podstávkového domu má ve většině případů hrázděné patro, severočeský typ má často i roubené patro. Základní dispozice domu je trojdílná (světnice – síň – chlév), přičemž síň a chlév jsou nejčastěji zděné. Běžné jsou i dispozice s dvěma roubenými světnicemi po obou stranách síně.

## Galerie

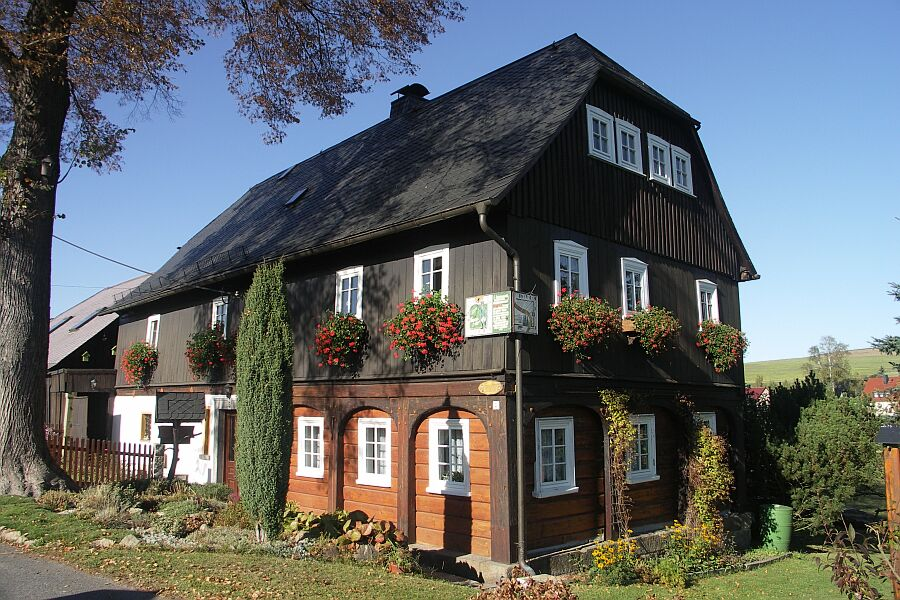
Podstávkový dům v Taubenheimu
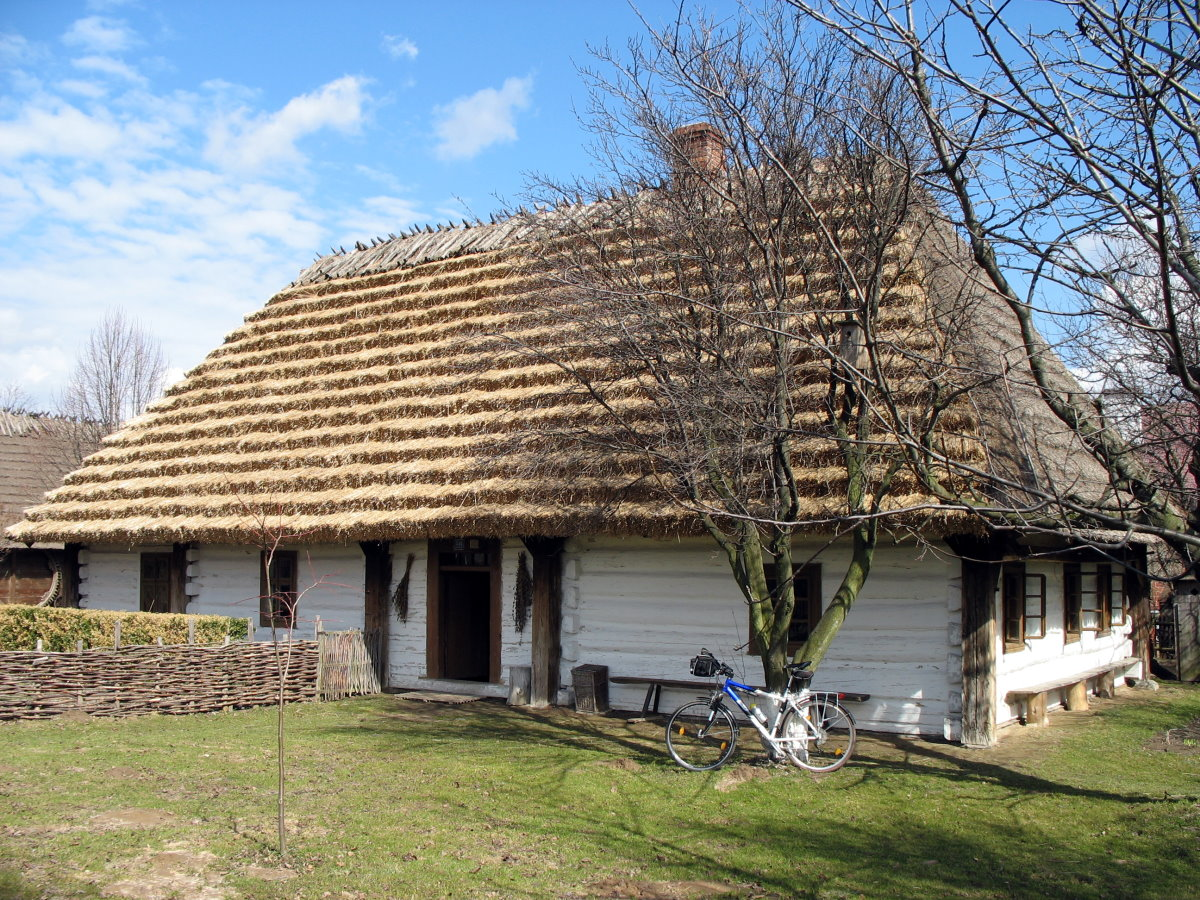
Podstávkový dům v Polsku (Muzeum Wsi Markowa)
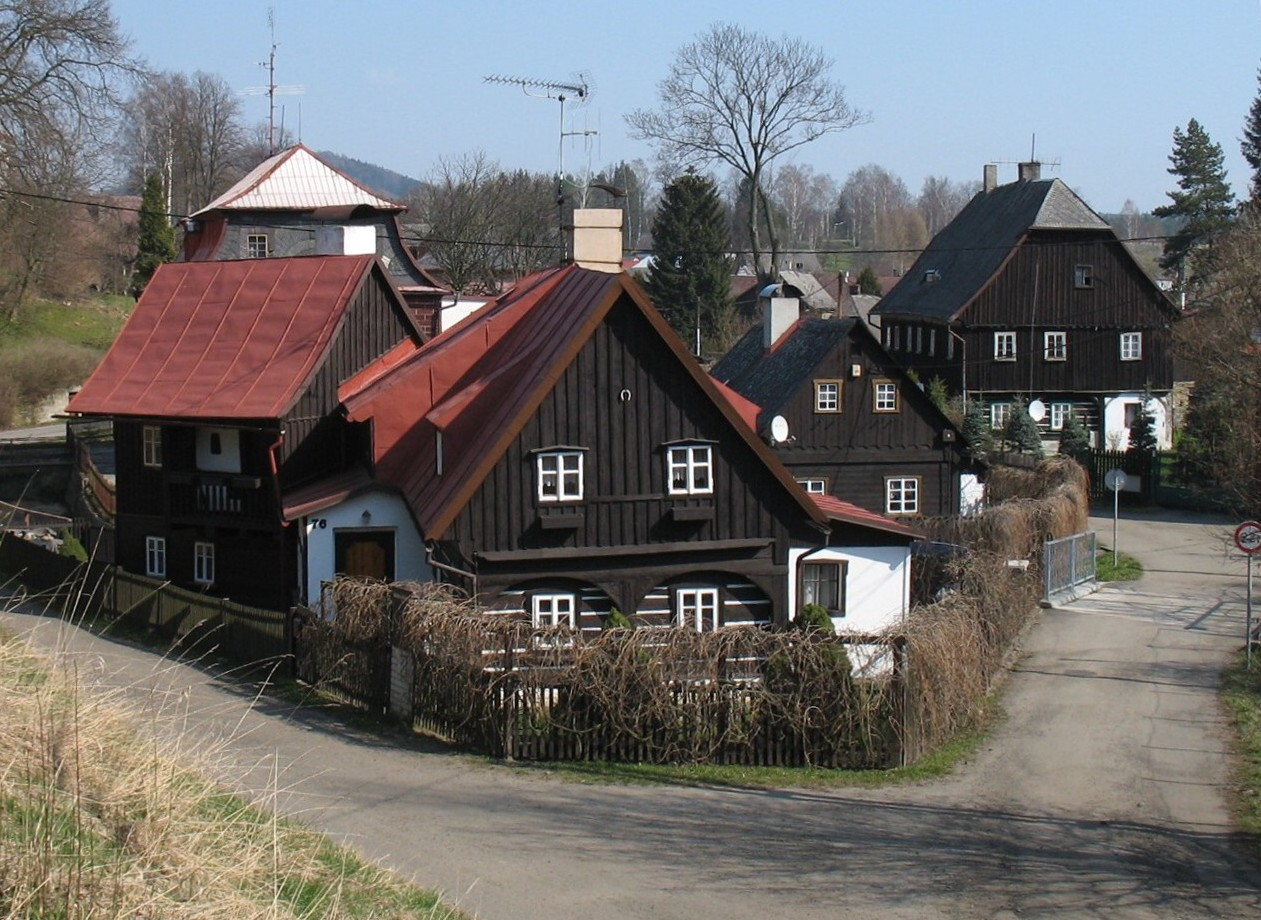
Roubené podstávkové domy ve Sloupu v Čechách
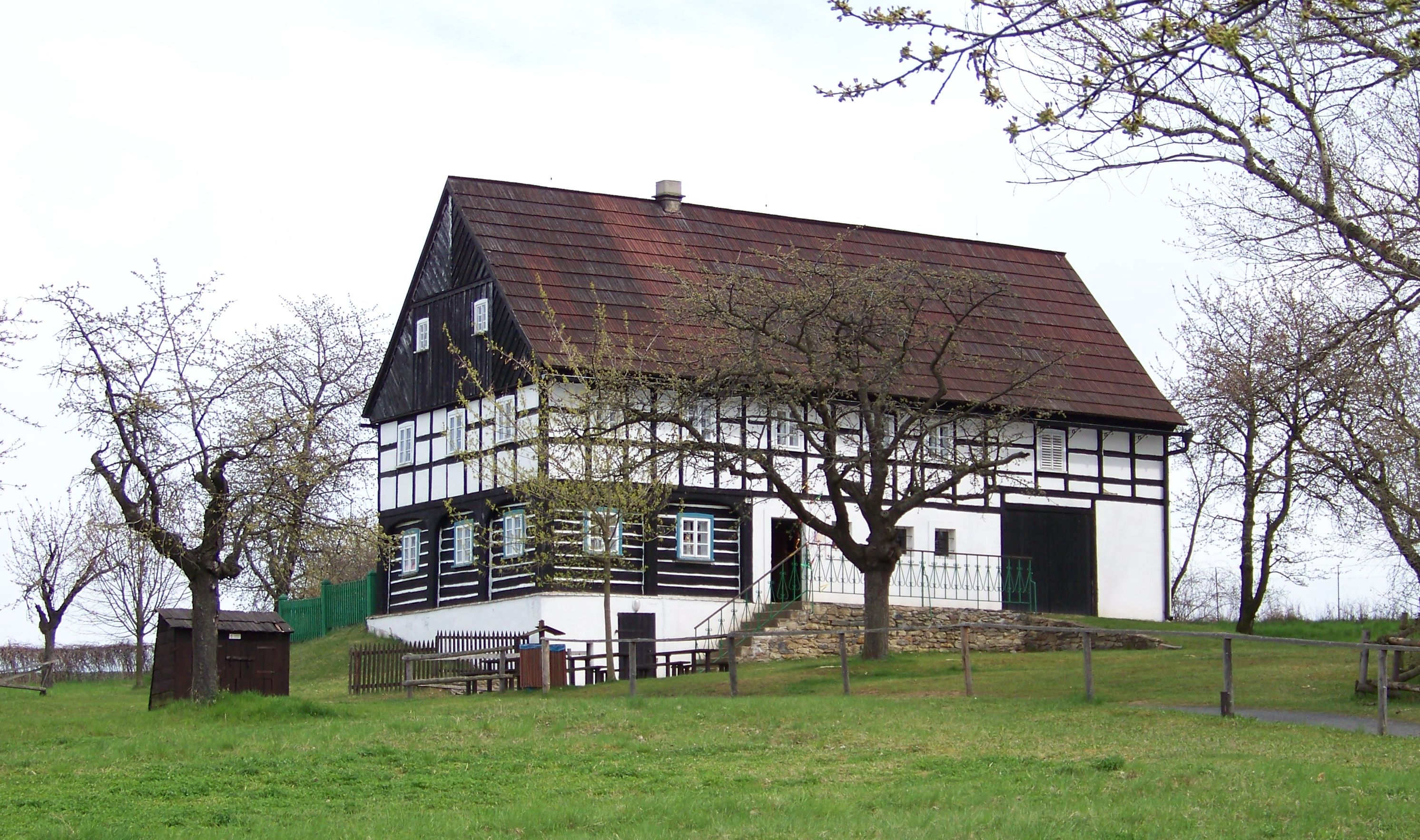
Dům z Jílového (umístěný v MLS v Kouřimi)
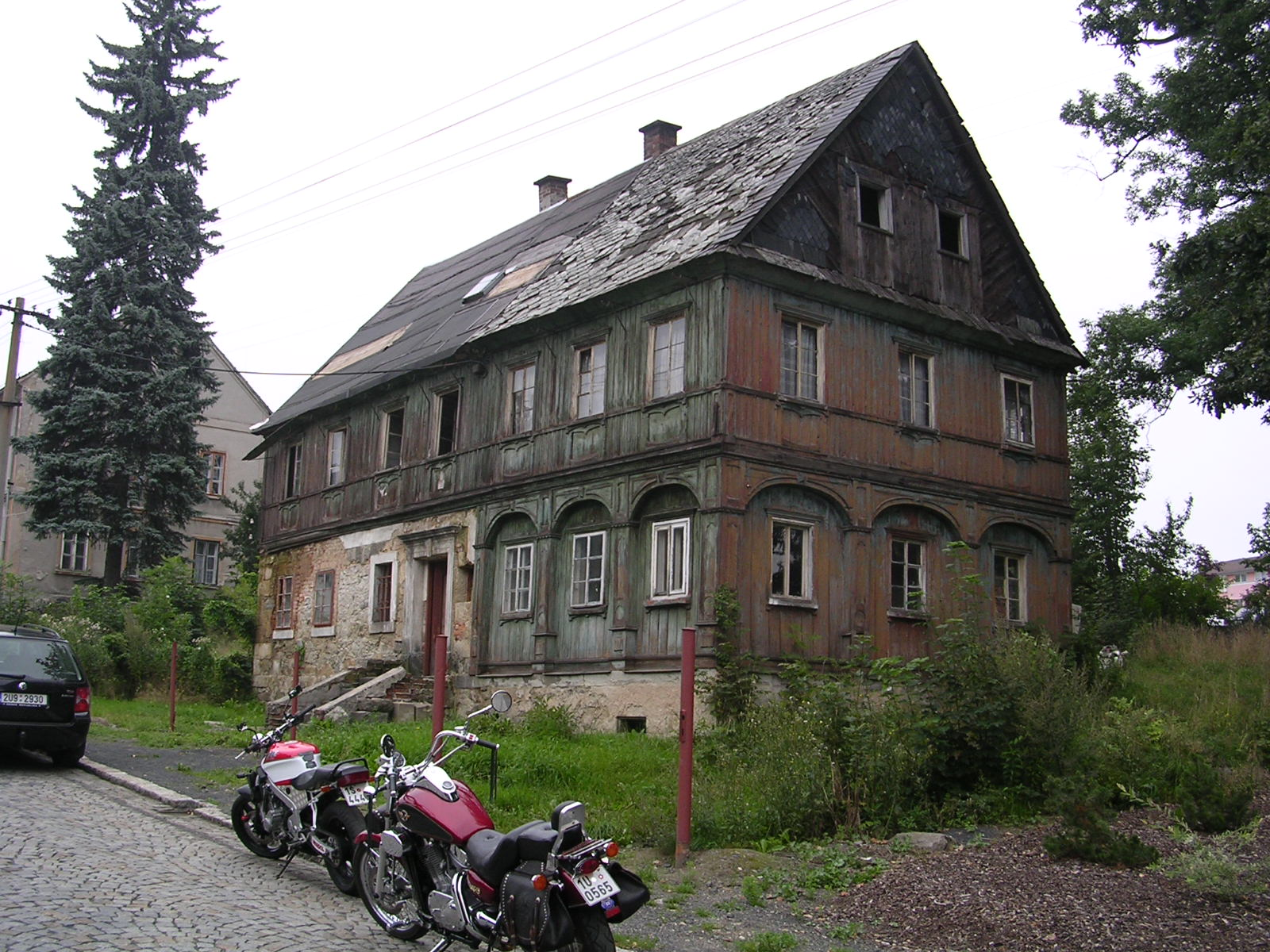
Podstávkový dům v Krásné Lípě
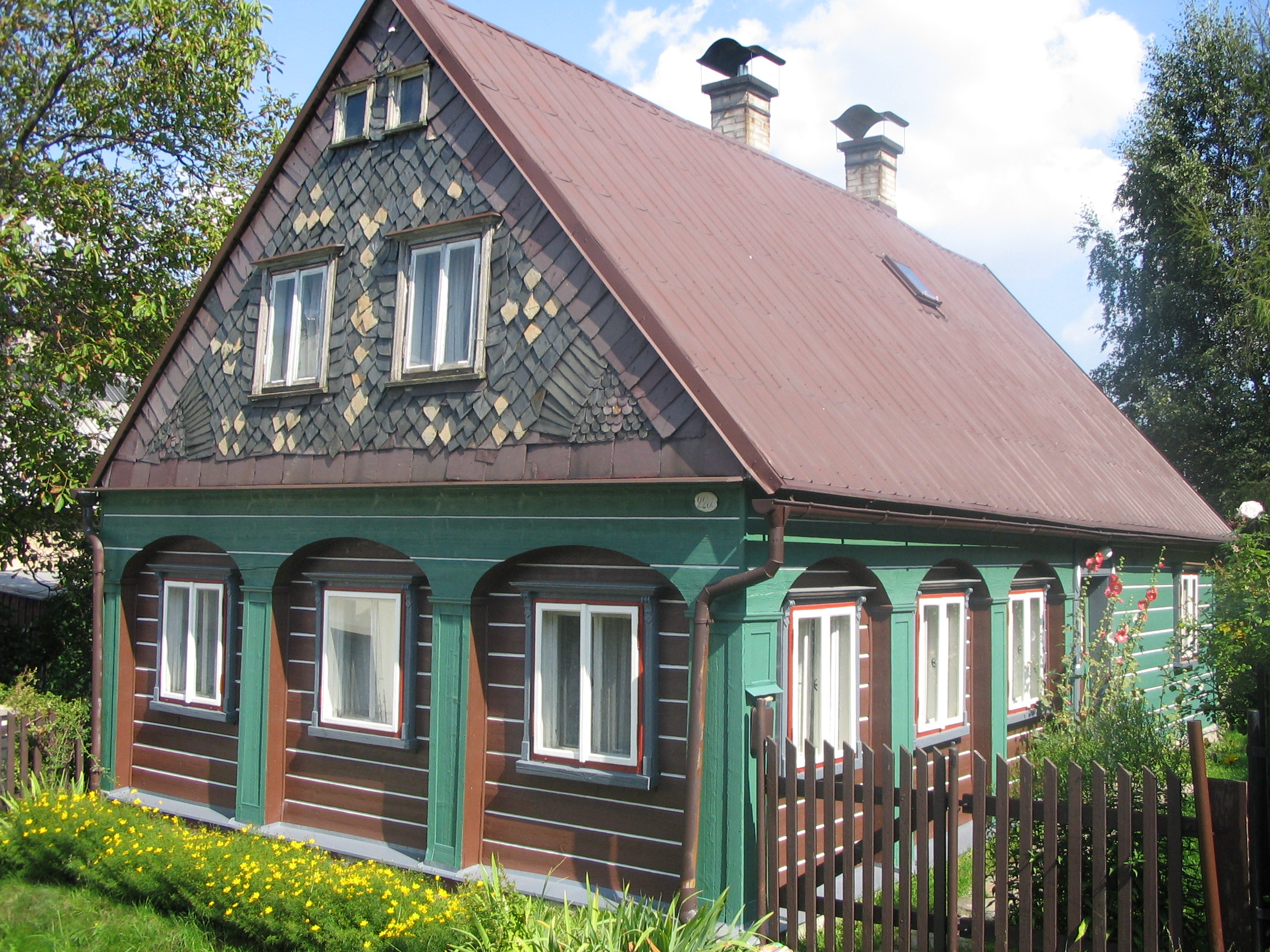
Menší dům v Jiřetíně pod Jedlovou
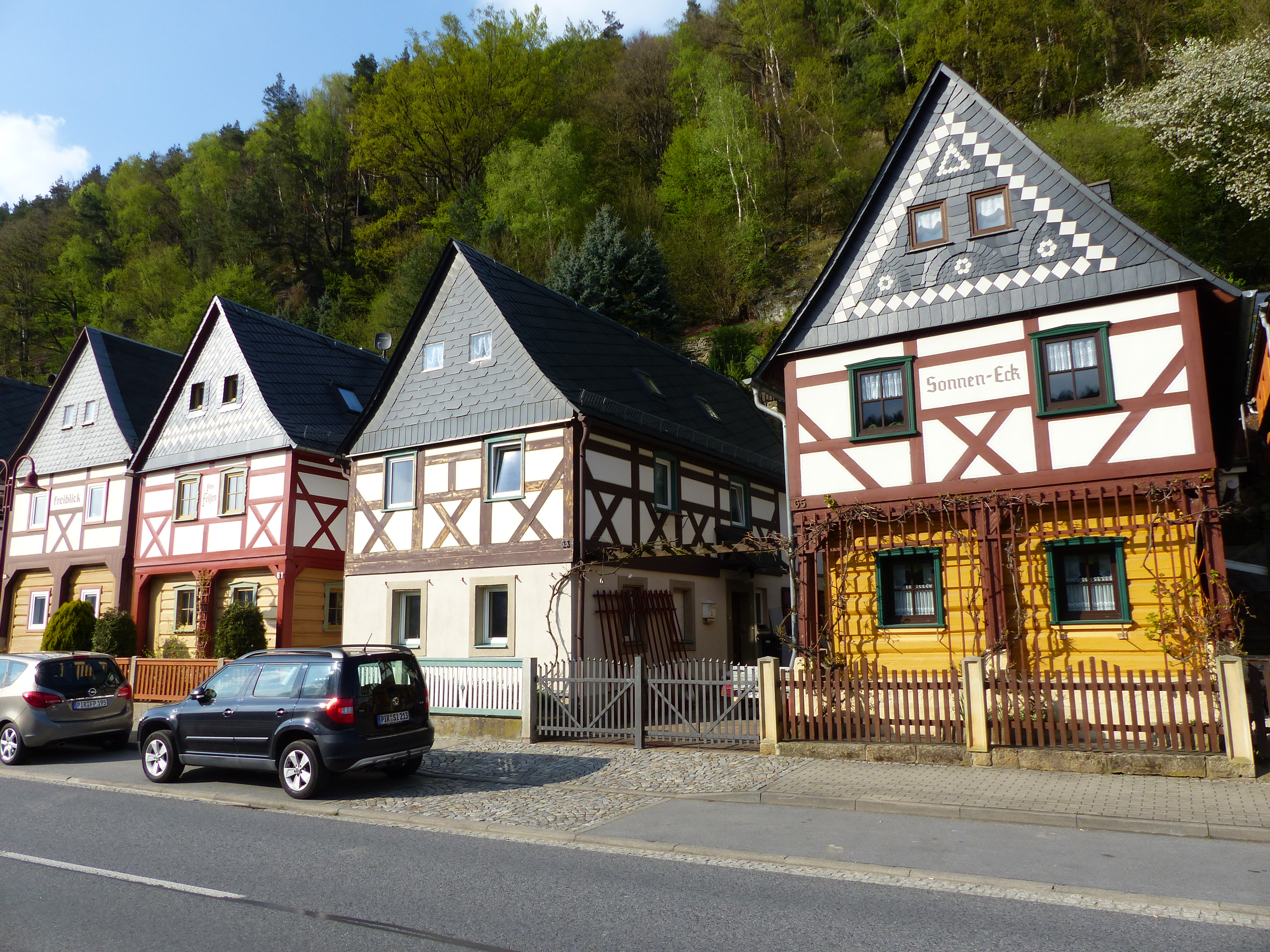
Domy na labském nábřeží, Bad Schandau-Postelwitz
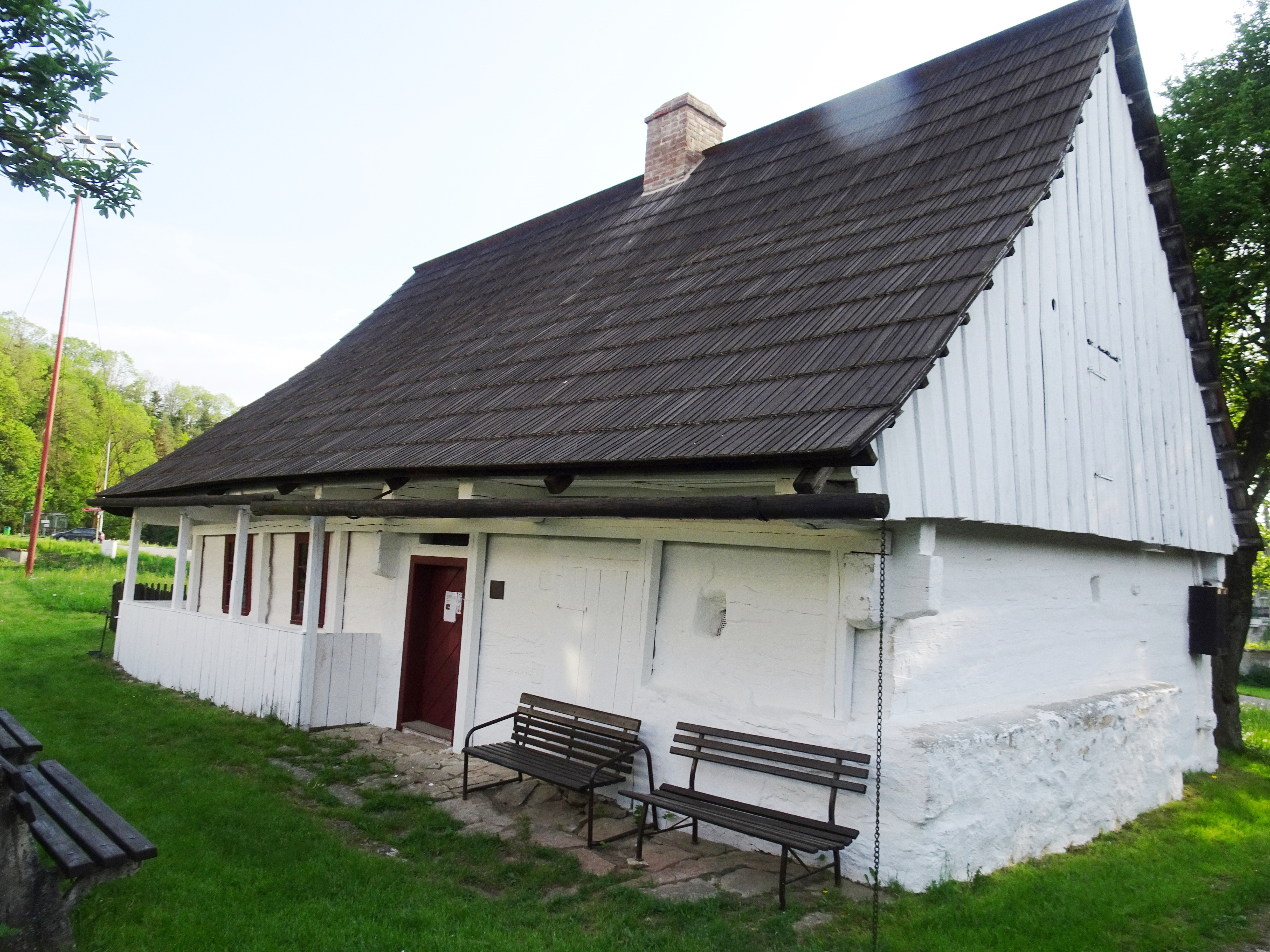
Domek Prokopa Diviše v Žamberku – jednoduchá podstávka (obvaz) bez zavětrovacích prvků